# Helina metatarsalis
Helina metatarsalis är en tvåvingeart som beskrevs av Fritz Isidore van Emden 1951. Helina metatarsalis ingår i släktet Helina och familjen husflugor.
Artens utbredningsområde är Kenya. Inga underarter finns listade i Catalogue of Life.